# Kundalini
Kuṇḍalinī (em sânscrito: कुण्डलिनी, "Kundaliní") ou ainda Kuṇḍali é um suposto fenômeno bioelétrico e espiritual, dito ser uma energia adormecida que fica concentrada na base da coluna. O símbolo do caduceu é considerado como uma antiga representação simbólica da fisiologia da Kundalini.
É entendida como um poder espiritual adormecido no osso sacro (cóccix) que só poderia ser despertado por uma alma realizada de alto nível. Depois do despertar a Kundalini atravessaria seis chakras que estão acima. São eles: svadhisthana, manipura (nabhi), anahata, vishuddha, ajña e Sahasrara, conectando-se com o poder primordial divino: Param Chaitanya.
Kundaliní é o poder espiritual ou físico (dependendo da linhagem esotérica ser espiritualista ou naturalista) primordial ou energia cósmica que jaz adormecida acima do primeiro chakra o Muladhara, ficando no osso sacro chamado de  Múládhára Chakra, o centro de força situado na base da coluna. Seria a energia que transita entre os chakras que são centros de energia no corpo físico. Ao ser despertada a Kundalini percorreria todo o corpo espiritual, equilibrando os canais energéticos e centros de energia (chakras).
A ascensão da kundalini corresponderia àquilo que os místicos designam o "segundo nascimento em espírito", ao início da viagem no reino interno neste mundo, àquilo que corresponde à descoberta de Deus no nosso inconsciente.

## Origem do termo
Deriva de uma palavra em sânscrito que significa, literalmente, "enrolada como uma cobra" ou "aquela que tem a forma de uma serpente".  É a energia do Universo ou chi ou Prana em seu aspecto Purna-Shakti, total, como potencial, sendo o Prana-Shakti o aspecto biológico, ou físico, etc.

## Despertar de Kundalini
Ao subir pela coluna vertebral, a energia Kundalini chega ao sétimo chakra dando a iluminação (moksha ou nirvana) para o discípulo ou ativação da glândula pineal e liberação de endorfinas. Shri Mataji Nirmala Devi é uma das propagadoras dos ensinamentos sobre o despertar de Kundalini pelo mundo.
Em geral, o método pelo qual a energia Kundalini é despertada, atravessa os seis chakras e funde-se à energia Shiva (o princípio estático no ser humano) no chakra sahasrara chama-se Kundalini Yoga (Tantra Yoga). Alguns dos mestres e elucidadores mais importantes desse yoga para o ocidente são Swami Śivananda, John George Woodroffe (codinome Arthur Avalon) e Yogi Bhajan e os discípulos e continuadores de sua escola, como Subagh Kaur Khalsa, americana radicada no Brasil.